# Lepidocyrtus pulchellus
Lepidocyrtus pulchellus is een springstaartensoort uit de familie van de Entomobryidae. De wetenschappelijke naam van de soort is voor het eerst geldig gepubliceerd in 1926 door Denis.